# Krasny Bor (oblast de Nijni Novgorod)
Krasny Bor (en russe : Кра́сный Бор, bois de pins rouges) est un village de Russie situé dans le raïon de Chatki de l'oblast de Nijni Novgorod. C'est le siège administratif du conseil rural du même nom qui regroupe quatre villages et hameaux

## Géographie

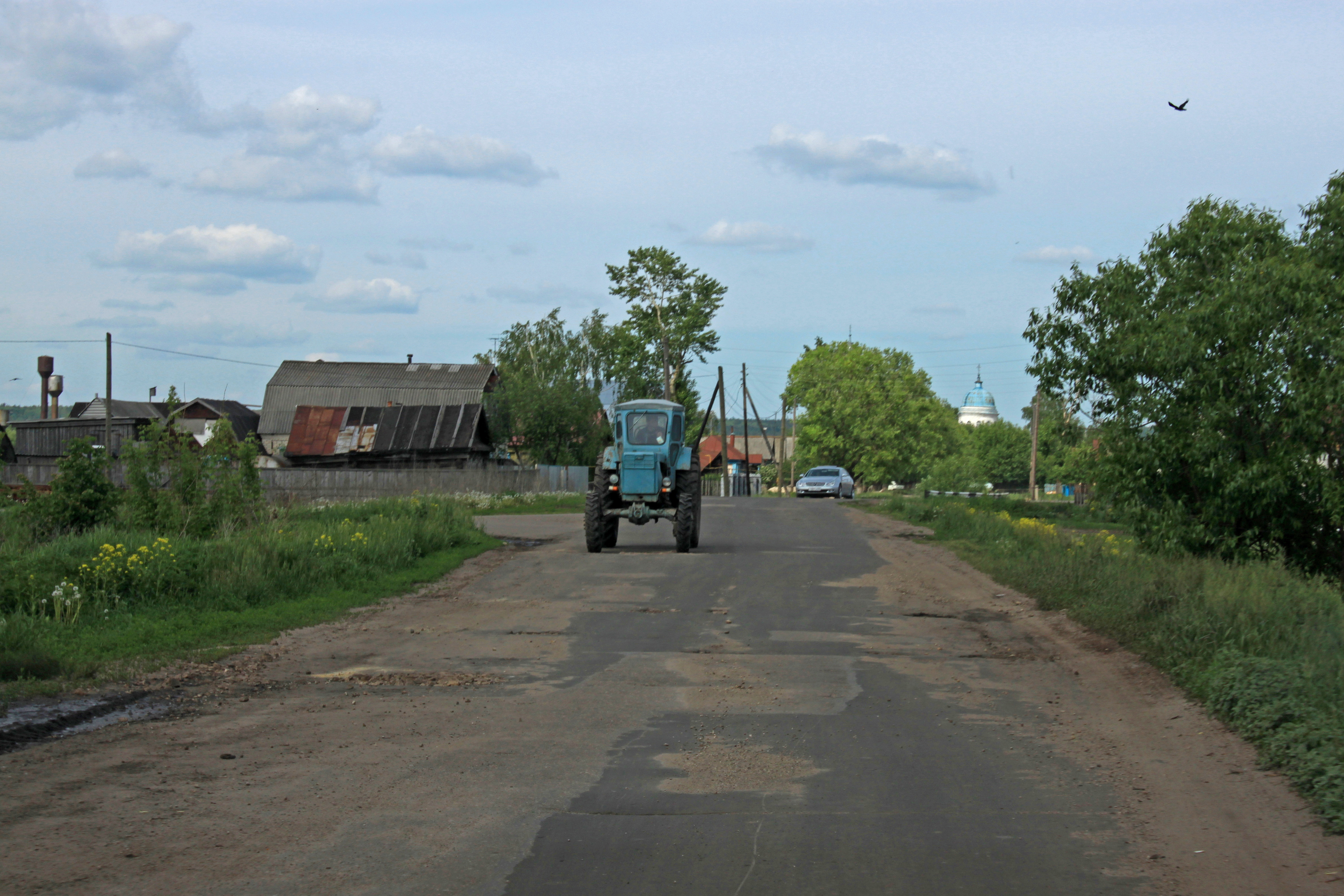
Entrée du village en 2010.

Le village se trouve sur la rive gauche de la rivière Tiocha à environ 17 km au sud-est d'Arzamas.

## Histoire
Avant 1941, le village se nommait Sobakino. Une stèle est érigée en 1972 en mémoire de l'adolescente Tania Savitcheva qui vécut quelque temps ici, avant d'y mourir.

## Population
Krasny Bor comptait 1 286 habitants en 2010.

## Patrimoine
- Église de la Sainte-Trinité d'architecture néoclassique, dépendant de l'éparchie de Lyskovo